# Антонов-Овсеенко, Антон Владимирович
Антон Владимирович Антонов-Овсеенко (23 февраля 1920, Москва — 9 июля 2013, там же) — советский и российский писатель

, журналист и публицист, автор историко-публицистических работ о Сталине. Основатель Государственного музея истории ГУЛАГа. Член исполнительного комитета Международной Лиги защиты Культуры, советник правового управления Государственной Думы РФ, руководитель Московской региональной организации жертв политических репрессий.   

## Биография
Сын российского революционера, советского государственного деятеля Владимира Антонова-Овсеенко. Мать — Розалия Борисовна Кацнельсон — в 1929 году была арестована как враг народа, и совершила самоубийство в 1936 году в тюрьме в Ханты-Мансийске.
Антон провёл детство в пионердомах. Отец был арестован в 1937 году и в феврале 1938 года расстрелян. 
С 1935 года студент исторического факультета Московского государственного педагогического института (МГПИ), который окончил в 1939 году.
С 1938 года работал экскурсоводом в художественных музеях и выставках.
Как свидетельствовала его сестра Галина, Антон отказался от отца.
Был арестован впервые в 1940 году по обвинению в соучастии в хозяйственном преступлении, осужден к полутора годам лишения свободы, затем 22 июня 1941 вновь по тому же обвинению, приговорен еще к двум годам лишения свободы; третий арест в 1943 году — по обвинению в контрреволюционной агитации приговорен ОСО НКВД к 8 годам лагерей, в 1984 году снова арестован. В автобиографии указывает: «13 лет тюрем и лагерей: в Туркмении, на Волге (г. Камышин), под Москвой, на Печоре и Воркуте (до осени 1953 г.)».

В лагере ты окружён обывателями. Они — плоть от плоти тех десятков знакомых тебе обывателей, что остались на «воле». В редкие минуты сытости в них просыпается всё гнусное, внушённое семьёй, школой, газетами, «обществом», сталинским государством. Квасной патриотизм и шовинизм мирно соседствуют в их сознании с готовностью продать и предать ближнего.

С 1953 по 1960 год работал культработником в санаториях и домах отдыха в Евпатории, Алупке, Гаграх. Издал несколько книг: «Именем революции» (1965), «В. А. Антонов-Овсеенко» (1975) под псевдонимом Антон Ракитин. 
В 1983 году в США было опубликовано его историческое исследование о Сталине «Портрет тирана». В связи с этим в ноябре 1984 года он, будучи практически слепым, был вновь арестован, обвинен в антисоветской агитации и пропаганде, выслан из Москвы, куда вернулся в 1986 году.
С 1995 года руководил Союзом организаций жертв политических репрессий Московского региона.
Основатель и первый директор (с 2001 года) Государственного музея истории ГУЛАГа.
Похоронен в Москве на Новодевичьем кладбище.
Сын — Антон Антонов-Овсеенко.

### Взгляды
Будучи последовательным антисталинистом, Антон Владимирович видел в Сталине прежде всего «уголовника». Неоднократно высказывался за введение в Уголовный кодекс РФ статьи за пропаганду сталинизма. Считал, что в Великой Отечественной войне «не благодаря Сталину, а вопреки ему народ победил в этой трагической войне».